# Tetraselago natalensis
Tetraselago natalensis là một loài thực vật có hoa trong họ Huyền sâm. Loài này được (Rolfe) Junell miêu tả khoa học đầu tiên.